# Lim Young-woong
Lim Young-woong (tiếng Hàn: 임영웅; Hanja: 林英雄; Hán-Việt: Lâm Anh Hùng; sinh ngày 16 tháng 6 năm 1991) là một ca sĩ nhạc trot và ballad, nhân vật giải trí và YouTuber người Hàn Quốc. Anh ký hợp đồng với Mulgogi Music vào năm 2016 và ra mắt với tư cách là ca sĩ với đĩa đơn đầu tiên "Hate You". Bốn năm sau, anh trở thành ngôi sao sau khi tham gia chương trình truyền hình thực tế Mr. Trot, nơi anh vượt qua 17,000 thí sinh khác để trở thành người thắng cuộc. Vào năm 2021, Lim đã đạt vị trí thứ nhất trên bảng xếp hạng nhạc số Gaon với đĩa đơn "My Starry Love".
Kể từ khi ra mắt vào năm 2016, Lim đã phát hành một album phòng thu và một album hợp tác với ca sĩ Park Seo-jin, sở hữu bốn bài hát đạt vị trí thứ nhất trên bảng xếp hạng nhạc số Gaon. Anh cũng là nghệ sĩ trot đầu tiên nhận được nút Play vàng khi đạt một triệu người đăng ký trên kênh YouTube chính thức của mình.

## Sự nghiệp

### 2016–2019: Bắt đầu sự nghiệp
Ban đầu, Lim mơ ước trở thành một ca sĩ ballad, nhưng sau đó đã phát hiện ra tài năng của mình với tư cách là một ca sĩ nhạc trot sau khi giành được Giải Xuất sắc tại một cuộc thi ca hát. Tại cuộc thi được tổ chức tại thành phố quê hương Pocheon, anh đã biểu diễn bài hát "What's Wrong with My Age?" (tiếng Hàn: 내 나이가 어때서; Romaja: Nae Naiga Eottaeseo) trước khán giả thuộc nhiều độ tuổi khác nhau.
Năm 2016, Lim xuất hiện trên cuộc thi hát Korea Sings của KBS1 và giành giải Xuất sắc sau khi biểu diễn bài hát "If You Smile, You'll Get Younger, If You Get Angry, You'll Only Get Older" (tiếng Hàn: 일소일소 일노일노; Romaja: Ilso-ilso Illo-illo). Trải nghiệm này khiến anh mơ ước trở thành một ca sĩ nhạc trot một cách nghiêm túc. Ngoài ra, Lim cũng xuất hiện với tư cách là thí sinh trong mùa đầu tiên của chương trình âm nhạc Fantastic Duo. Ngay sau đó, anh ký hợp đồng với công ty hiện tại Mulgogi Music.
Vào ngày 8 tháng 8 năm 2016, nam ca sĩ ra mắt công chúng với đĩa đơn kỹ thuật số "Hate You" (tiếng Hàn: 미워요; Romaja: Miwoyo). Sau đó, anh phát hành một đĩa đơn khác mang tên "What's So Important?" (tiếng Hàn: 뭣이 중헌디; Romaja: Mwosi Jungheondi) vào ngày 2 tháng 1 năm 2017. Tuy nhiên, hai đĩa đơn này không đạt thành tích tốt về mặt thương mại.
Lim dần trở nên nổi tiếng hơn nhờ xuất hiện trên chương trình buổi sáng AM Plaza của KBS1, nơi anh trở thành người chiến thắng trong buổi thử giọng trên truyền hình "Challenge! Dream Stage". Vào ngày 28 tháng 3 năm 2018, anh phát hành đĩa đơn thứ ba "Elevator" (tiếng Hàn: 엘리베이터; Romaja: Ellibeiteo). Gần năm tháng sau đó, bài hát được sắp xếp lại và phát hành với tựa đề "Not by Stairs, but by Elevator" (tiếng Hàn: 계단 말고 엘리베이터; Romaja: Gyedan Malgo Ellibeiteo). Vào ngày 21 tháng 12, Lim phát hành album hợp tác với ca sĩ nhạc trot Park Seo-jin mang tên Newness of Trot (tiếng Hàn: 트로트의 신; Romaja: Teuroteu-ui Sin). Với sự nổi tiếng của album tại các khu vực nghỉ ngơi trên đường cao tốc, Lim được ví như "Ngôi sao thần tượng trên đường cao tốc".
Lim được bổ nhiệm làm đại sứ cho thành phố Pocheon vào ngày 23 tháng 7 năm 2019.

### 2020–nay:Mr. Trotvà sự nổi tiếng ngày càng tăng
Lim tham gia cuộc thi âm nhạc Mr. Trot của đài TV Chosun, được phát sóng từ ngày 2 tháng 1 đến ngày 14 tháng 3 năm 2020. Trong tập cuối cùng của chương trình, anh đã trở thành người chiến thắng trong tổng số 17.000 thí sinh. Anh nói, "Tôi rất biết ơn mẹ và bà của tôi. Đêm chung kết được tổ chức vào dịp kỷ niệm ngày cha tôi qua đời. Tôi nghĩ ông ấy đã tặng chúng tôi một món quà vì ông ấy cảm thấy có lỗi khi để mẹ tôi ở lại một mình. Tôi thực sự cảm ơn cả cha tôi nữa." Sau khi chương trình kết thúc, Lim đã ký hợp đồng kéo dài 1 năm rưỡi với New Era Project. Anh cũng tham gia dàn cast của Romantic Call Centre và Ppongsoongah School, các chương trình tạp kỹ tiếp theo của Mr.Trot.
Vào ngày 3 tháng 4 năm 2020, Lim phát hành đĩa đơn mang tên "Trust in Me" (tiếng Hàn: 이제 나만 믿어요; Romaja: Ije Naman Mideoyo). Sáng tác bởi nhạc sĩ Kim Eana và nhà soạn nhạc Cho Young-soo, ca khúc được sản xuất như một bài hát đặc biệt cho Lim với tư cách là người chiến thắng Mr. Trot. "Trust in Me" đạt được thành công về mặt thương mại, trở thành đĩa đơn lọt vào top 20 đầu tiên của Lim tại quê nhà của anh. Bài hát ra mắt ở vị trí thứ 20 trên bảng xếp hạng kỹ thuật số Gaon, sau đó đạt vị trí thứ 11. Cuối năm, bài hát mang về cho anh giải thưởng Best Trot (Bài hát Trot hay nhất) tại MelOn Music Awards và Best Trot Track (Bản nhạc Trot hay nhất) tại Genie Music Awards.
Tháng 8 năm 2020, Sisa Journal, một trong những tạp chí tin tức hàng tuần lớn ở Hàn Quốc, đã công bố kết quả của cuộc khảo sát "Năm 2020, Ai khiến Hàn Quốc chuyển động". Lim đứng thứ 5 (5,8%, đồng hạng với ca sĩ Lee Hyori) vì đã dẫn đầu cơn sốt Mr.Trot và chiếm lĩnh thế giới quảng cáo. Cuối năm đó, tạp chí đã vinh danh Lim là một trong "100 nhà lãnh đạo cho thế hệ tiếp theo".
Bên cạnh sự nghiệp ca hát của mình, Lim đã xuất hiện với tư cách khách mời (cameo) trong loạt phim lịch sử giả tưởng Kingmaker: The Change of Destiny của TV Chosun. Ngày 1 tháng 10 năm 2020, anh ra mắt với tư cách là MC, đồng tổ chức Lễ trao giải Trot hàng năm đầu tiên cùng với người dẫn chương trình truyền hình Kim Sung-joo và nữ diễn viên Jo Bo-ah. Lim cũng đã ra mắt màn ảnh rộng thông qua Mr. Trot: The Movie, một bộ phim tài liệu ca nhạc với sự tham gia của sáu thí sinh lọt vào vòng chung kết của Mr. Trot. Bộ phim thành công về mặt thương mại, bán được 150,000 vé sau khi phát hành.
Vào ngày 4 tháng 11 năm 2020, Lim hợp tác với SsangYong Motor trong đĩa đơn quảng bá "Hero". Khác với những đĩa đơn trước, phong cách âm nhạc của bài hát gần giống với nhạc pop. Anh đã ra mắt ca khúc tại một buổi giới thiệu trực tuyến do công ty tổ chức. Mặc dù không được quảng bá rầm rộ, "Hero" đã mang về cho Lim đĩa đơn đầu tiên lọt vào top 10 trên Gaon Digital Chart, ra mắt ở vị trí thứ 7.
Vào ngày 16 tháng 12 năm 2020, Lim được công bố là người chiến thắng Giải thưởng Hình ảnh Hàn Quốc năm 2021, được trao giải với tư cách là thành viên của Trot Men, sáu người lọt vào vòng chung kết của Mr. Trot. Họ cũng được trao Giải thưởng Stepping Stone cho "công việc của họ trong việc hồi sinh cuộc sống của những người kiệt sức vì COVID-19 và phổ biến nhạc trot trên toàn thế giới".
Nhờ sự nổi tiếng ngày càng tăng của mình, Lim đã trở thành nhân vật được tìm kiếm nhiều nhất trên cổng thông tin điện tử Naver trong năm 2020. Vào cuối năm, theo cuộc khảo sát hàng năm do Gallup Hàn Quốc thực hiện cho Ca sĩ của năm, anh được vinh danh là một trong năm ca sĩ được yêu thích nhất bởi cả những người từ 13–39 (đứng vị trí thứ 4) và những người trên độ tuổi 40 (đứng vị trí thứ nhất). Ngoài ra, Lim là nghệ sĩ được stream nhiều thứ hai trên YouTube Hàn Quốc, chỉ xếp sau nhóm nhạc nam BTS.
Ngày 9 tháng 3 năm 2021, Lim phát hành đĩa đơn "My Starry Love", một năm sau khi chiến thắng Mr. Trot. Bài hát được chắp bút bởi Seol Woon-do, một trong những ca sĩ kiêm nhạc sĩ nhạc trot nổi tiếng nhất Hàn Quốc. Năm ngày trước khi phát hành, ca khúc đã được anh biểu diễn tại vòng chung kết mùa thứ hai của Miss Trot. "My Starry Love" đã đứng đầu bảng xếp hạng âm nhạc Gaon, trở thành đĩa đơn đầu tiên trong sự nghiệp của Lim đạt vị trí thứ nhất. Bài hát cũng mang về giải thưởng trên chương trình âm nhạc đầu tiên kể từ khi anh ra mắt khi đạt vị trí thứ nhất trên MBC Show! Music Core. Thành tích này giúp Lim trở thành nghệ sĩ nhạc trot đầu tiên giành chiến thắng trên một chương trình âm nhạc sau 14 năm kể từ Kang Jin trên Music Bank của KBS2 vào năm 2007.
Vào ngày 2 tháng 5 năm 2022, Lim phát hành album phòng thu đầu tiên của mình, IM HERO. Một trong những bài hát trong album, "Our Blues, Our Life" (tiếng Hàn: 우리들의 블루스; Romaja: Urideurui Belluseu) đã được phát hành trước vào ngày 17 tháng 4.

## Danh sách đĩa nhạc

### Album

#### Album phòng thu
| Album   | Thông tin | Thứ hạng cao nhất | Doanh số        |
| Album   | Thông tin | HQ                | Doanh số        |
| ------- | --- | ----------------- | --------------- |
| IM HERO | - Ngày phát hành: 2 tháng 5 năm 2022 - Hãng đĩa: Mulgogi Music, Dreamus - Định dạng: CD, tải về, phát trực tuyến | 1                 | - HQ: 1,138,876 |

#### Album hợp tác
| Album                                                                                     | Thông tin | Thứ hạng cao nhất | Doanh số |
| Album                                                                                     | Thông tin | HQ                | Doanh số |
| ----------------------------------------------------------------------------------------- | --- | ----------------- | -------- |
| Newness of Trot (트로트의 신) (with Park Seo-jin)                                         | - Ngày phát hành: December 21, 2018 - Hãng đĩa: Starone Entertainment, Ogam Entertainment - Định dạng: CD, DVD, USB, tải về, phát trực tuyến | —                 | —        |
| "—" cho biết album không lọt vào bảng xếp hạng hoặc không được phát hành tại khu vực này. | |                   |          |

### Đĩa đơn
| Bài hát                                                                                     | Năm  | Thứ hạng cao nhất | Album                         |
| Bài hát                                                                                     | Năm  | HQ                | Album                         |
| ------------------------------------------------------------------------------------------- | ---- | ----------------- | ----------------------------- |
| "Hate You" (미워요)                                                                         | 2016 | 159               | Đĩa đơn không nằm trong album |
| "What's So Important?" (뭣이 중헌디)                                                        | 2017 | 183               | Đĩa đơn không nằm trong album |
| "Elevator" (엘리베이터)                                                                     | 2018 | —                 | Đĩa đơn không nằm trong album |
| "Not by Stairs, but by Elevator" (계단 말고 엘리베이터)                                     | 2018 | 133               | Đĩa đơn không nằm trong album |
| "Trust in Me" (이제 나만 믿어요)                                                            | 2020 | 11                | Mr. Trot                      |
| "Trust in Me" (이제 나만 믿어요) (Piano by Cho Young-soo)                                   | 2020 | 181               | Mr. Trot                      |
| "My Starry Love" (별빛 같은 나의 사랑아)                                                    | 2021 | 1                 | Đĩa đơn không nằm trong album |
| "Our Blues, Our Life" (우리들의 블루스)                                                     | 2022 | 1                 | IM HERO                       |
| "If We Ever Meet Again" (다시 만날 수 있을까)                                               | 2022 | 1                 | IM HERO                       |
| "—" cho biết bài hát không lọt vào bảng xếp hạng hoặc không được phát hành tại khu vực này. |      |                   |                               |